# رهدار (رودان)
رهدار، روستایی در دهستان رهدار بخش مرکزی شهرستان رودان در استان هرمزگان ایران است. این روستا، مرکز دهستان رهدار است.

## جمعیت
بر پایه سرشماری عمومی نفوس و مسکن در سال ۱۳۹۵، جمعیت این روستا برابر با ۳۴۶ نفر (۱۰۱ خانوار) بوده‌است.